# Interarabische Sicherheitstruppe
Als Interarabische Sicherheitstruppe bzw. Arabische Sicherheitsstreitkräfte wurden unter dem Mandat der Arabischen Liga stehende und aus Militäreinheiten mehrerer Liga-Mitgliedstaaten bestehende Friedenstruppen bezeichnet. Inoffiziell wurden die Friedenstruppen der Arabischen Liga wegen der grünen Farbe ihrer Helme auch als „Grünhelme“ bezeichnet, analog den „Blauhelmen“ der UNO, wobei grün jedoch für eine islamische bzw. arabische Farbe stehen sollte.

## Arab League Security Forces in Kuwait
Unmittelbar nach der Unabhängigkeit Kuwaits von Großbritannien machte das irakische Qasim-Regime 1961 historische Ansprüche auf Kuwait geltend und drohte mit einer Invasion und der Angliederung Kuwaits. Daraufhin kehrten im Juli 1961 britische Truppen zurück (Operation Vanguard), um Kuwait ggf. zu verteidigen. Im August 1961 beschloss die Arabische Liga, die britischen Truppen durch Militärkontingente arabischer Staaten zu ersetzen. Die ersten Einheiten aus Saudi-Arabien, Jordanien, Sudan und Ägypten kamen im September 1961 in Kuwait an, die letzten Briten zogen im Oktober 1961 ab. Erst nach dem Sturz Qasims im Irak und der offiziellen Anerkennung Kuwaits durch das irakische Baath-Regime 1963 zogen auch die letzten arabischen Kontingente aus Kuwait ab.

## Arab Deterrent Force

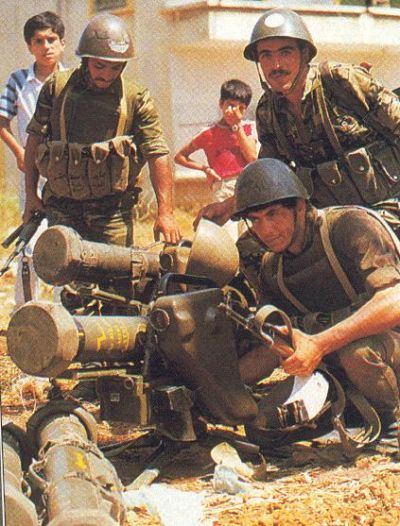
Syrische Einheiten der Sicherheitstruppe während des Libanon-Kriegs 1982

Als sich auf dem Höhepunkt des Libanesischen Bürgerkrieges und nach dem Auseinanderbrechen der Libanesischen Armee ein Sieg der überwiegend muslimischen und eher linken patriotischen Milizen und der PLO über die überwiegend christlichen und rechten Milizen abzeichnete, marschierten im Juni 1976 syrische Truppen auf Bitten des christlichen libanesischen Präsidenten in den Libanon ein. Syrien hatte aus strategischen Gründen kein Interesse an einem Sieg der libanesischen Nationalbewegung, was ggf. auch eine israelische Intervention zugunsten der Rechtsmilizen hätte provozieren können. Den zunächst 12.000, dann 23.000 bis 30.000 Mann und zunächst vorwiegend aus PLA-Einheiten bestehenden syrischen Truppen stellte sofort auch Libyen ein kleines Kontingent zur Seite, da Libyen kein Vorgehen der Syrer gegen die Nationalbewegung wünschte.
Nachträglich erteilte die Arabische Liga auf ihrem Gipfel in Riad bzw. in Kairo im Oktober 1976 den syrischen Truppen ein Mandat für eine „Arabische Abschreckungstruppe“ (französisch Force Arabe de Dissuasion, FAD, arabisch قوات الردع العربية / Quwwāt ar-radʿ al-ʿarabīya). Die Syrer in der Sicherheitstruppe sollten durch Kontingente anderer Staaten flankiert werden, die Sicherheitstruppe selbst formal unter dem Oberbefehl der Arabischen Liga stehen. Die meisten arabischen Staaten aber erklärten sich außerstande, Truppen zu entsenden – Irak verwies auf die Spannungen mit Syrien; Algerien und Marokko fühlten einander ebenso bedroht wie Libyen und Ägypten. So kamen nur symbolische Hundertschaften aus Saudi-Arabien, dem Sudan, der VDRJ und den VAE hinzu.
Da die übrigen arabischen Staaten ihre Kontingente bald abzogen (als erster noch 1976 Libyen, als letzter 1979 Sudan), bestand die Truppe fortan ausschließlich aus Syrern. Sie konnte das Land nicht gegen israelische Invasionen (1978, 1982) verteidigen, griff aber wiederholt in innerlibanesische und innerpalästinensische Kämpfe ein und beendete schließlich 1990 mit der Zerschlagung der libanesischen Armee und 1991 mit der Entwaffnung der Palästinenserlager den Bürgerkrieg. Obwohl die libanesische Regierung bzw. der libanesische Präsident das 1983 auslaufende Mandat nicht verlängert hatten, wurden die syrischen Truppen erst 2005, nach der Ermordung des libanesischen Premiers Hariri, auf arabischen und internationalen Druck abgezogen.